# Argentine-Nouvelle-Zélande en rugby à XV
Cet article présente l'historique des confrontations entre l'équipe d'Argentine et l'équipe de Nouvelle-Zélande en rugby à XV. Les deux équipes se sont affrontées à quarante reprises dont trois rencontres en coupe du monde. Les Néo-Zélandais ont remporté trente six rencontres contre trois pour les argentins et fait un match nul.

## Historique
Les premières conforntations entre des équipes argentines et néo-zélandaises datent de 1976 où une équipe désignée sous le terme de New Zealand XV se rend en Amérique du Sud, affrontant d'abord l'équipe d'Uruguay puis par deux fois l'équipe d'Argentine, remportant deux victoires face à celles, 21 à 9 puis 26 à 6, les deux rencontres se déroulant à Buenos Aires. Toutefois, ces rencontres ne sont pas reconnues par la Fédération néo-zélandaise de rugby à XV ou NZRFU.
Les premières rencontres officielles se disputent en 1985. Les All Blacks remportent la première sur le score de 33 à 20, puis les deux équipes font match nul une semaine plus tard, 21 partout. Depuis, les All Blacks ont remporté l'ensemble des confrontations opposant les deux équipes.
Celles-ci s'affrontent à quatre reprises lors d'une coupe du monde, lors de la première édition en 1987 en phase de poule, en 2011 en quart de finale, en 2015 lors de la première journée de la poule C et en 2023 en demi-finale.
Depuis 2012, avec l'entrée de l'Argentine dans le The Rugby Championship, compétition qui succède au Tri-nations, opposant Afrique du Sud, l'Australie et la Nouvelle-Zélande, les deux équipes s'affrontent annuellement.

## Tableau des confrontations
| No | Date            | Lieu                                                | Match                        | Score  | Compétition |
| -- | --------------- | --------------------------------------------------- | ---------------------------- | ------ | ----------- |
| 0  | 30 octobre 1976 | Estadio Ferro Carril Oeste, Buenos Aires, Argentine | Argentine – Nouvelle-Zélande | 9 – 21 | Amical      |
| 0  | 6 novembre 1976 | Estadio Ferro Carril Oeste, Buenos Aires, Argentine | Argentine – Nouvelle-Zélande | 6 – 26 | Amical      |
| 0  | 8 août 1979     | Carisbrook, Dunedin, Nouvelle-Zélande               | Nouvelle-Zélande – Argentine | 18 – 9 | Amical      |
| 0  | 15 août 1979    | Athletic Park, Wellington, Nouvelle-Zélande         | Nouvelle-Zélande – Argentine | 15 – 6 | Amical      |

| No | Date              | Lieu                                              | Match                        | Score   | Compétition                      |
| -- | ----------------- | ------------------------------------------------- | ---------------------------- | ------- | -------------------------------- |
| 1  | 26 octobre 1985   | Buenos Aires, Argentine                           | Argentine – Nouvelle-Zélande | 20 – 33 | Test match                       |
| 2  | 2 novembre 1985   | Buenos Aires, Argentine                           | Argentine – Nouvelle-Zélande | 21 – 21 | Test match                       |
| 3  | 1er juin 1987     | Wellington, Nouvelle-Zélande                      | Nouvelle-Zélande – Argentine | 46 – 15 | Coupe du monde (poule C)         |
| 4  | 15 juillet 1989   | Dunedin, Nouvelle-Zélande                         | Nouvelle-Zélande – Argentine | 60 – 9  | Test match                       |
| 5  | 29 juillet 1989   | Wellington, Nouvelle-Zélande                      | Nouvelle-Zélande – Argentine | 49 – 12 | Test match                       |
| 6  | 6 juillet 1991    | Buenos Aires, Argentine                           | Argentine – Nouvelle-Zélande | 14 – 28 | Test match                       |
| 7  | 13 juillet 1991   | Buenos Aires, Argentine                           | Argentine – Nouvelle-Zélande | 6 – 36  | Test match                       |
| 8  | 21 juin 1997      | Wellington, Nouvelle-Zélande                      | Nouvelle-Zélande – Argentine | 93 – 8  | Test match                       |
| 9  | 28 juin 1997      | Waikato Stadium, Hamilton, Nouvelle-Zélande       | Nouvelle-Zélande – Argentine | 62 – 10 | Test match                       |
| 10 | 23 juin 2001      | Christchurch, Nouvelle-Zélande                    | Nouvelle-Zélande – Argentine | 67 – 19 | Test match                       |
| 11 | 1er décembre 2001 | Buenos Aires, Argentine                           | Argentine – Nouvelle-Zélande | 20 – 24 | Test match                       |
| 12 | 26 juin 2004      | Waikato Stadium, Hamilton, Nouvelle-Zélande       | Nouvelle-Zélande – Argentine | 41 – 7  | Test match                       |
| 13 | 24 juin 2006      | Buenos Aires, Argentine                           | Argentine – Nouvelle-Zélande | 19 – 25 | Test match                       |
| 14 | 9 octobre 2011    | Auckland, Nouvelle-Zélande                        | Nouvelle-Zélande – Argentine | 33 – 10 | Coupe du monde (quart de finale) |
| 15 | 8 septembre 2012  | Wellington, Nouvelle-Zélande                      | Nouvelle-Zélande – Argentine | 21 – 5  | The Rugby Championship 2012      |
| 16 | 29 septembre 2012 | Estadio Ciudad de La Plata, La Plata, Argentine   | Argentine – Nouvelle-Zélande | 15 – 54 | The Rugby Championship 2012      |
| 17 | 7 septembre 2013  | Waikato Stadium, Hamilton, Nouvelle-Zélande       | Nouvelle-Zélande – Argentine | 28 – 13 | The Rugby Championship 2013      |
| 18 | 28 septembre 2013 | Estadio Ciudad de La Plata, La Plata, Argentine   | Argentine – Nouvelle-Zélande | 15 – 33 | The Rugby Championship 2013      |
| 19 | 6 septembre 2014  | McLean Park, Napier, Nouvelle-Zélande             | Nouvelle-Zélande – Argentine | 28 – 9  | The Rugby Championship 2014      |
| 20 | 27 septembre 2014 | Estadio Ciudad de La Plata, La Plata, Argentine   | Argentine – Nouvelle-Zélande | 13 – 34 | The Rugby Championship 2014      |
| 21 | 17 juillet 2015   | Rugby League Park, Christchurch, Nouvelle-Zélande | Nouvelle-Zélande – Argentine | 39 – 18 | The Rugby Championship 2015      |
| 22 | 20 septembre 2015 | Stade de Wembley, Londres, Angleterre             | Nouvelle-Zélande – Argentine | 26 – 16 | Coupe du monde (poule C)         |
| 23 | 10 septembre 2016 | Waikato Stadium, Hamilton, Nouvelle-Zélande       | Nouvelle-Zélande – Argentine | 57 – 22 | The Rugby Championship 2016      |
| 24 | 1 octobre 2016    | Stade José Amalfitani, Buenos Aires, Argentine    | Argentine – Nouvelle-Zélande | 17 – 36 | The Rugby Championship 2016      |
| 25 | 9 septembre 2017  | Yarrow Stadium, New Plymouth, Nouvelle-Zélande    | Nouvelle-Zélande – Argentine | 39 – 22 | The Rugby Championship 2017      |
| 26 | 30 septembre 2017 | Stade José Amalfitani, Buenos Aires, Argentine    | Argentine – Nouvelle-Zélande | 10 – 36 | The Rugby Championship 2017      |
| 27 | 8 septembre 2018  | Trafalgar Park, Nelson, Nouvelle-Zélande          | Nouvelle-Zélande – Argentine | 46 – 24 | The Rugby Championship 2018      |
| 28 | 30 septembre 2018 | Stade José Amalfitani, Buenos Aires, Argentine    | Argentine – Nouvelle-Zélande | 17 – 35 | The Rugby Championship 2018      |
| 29 | 20 juillet 2019   | Stade José Amalfitani, Buenos Aires, Argentine    | Argentine – Nouvelle-Zélande | 16 – 20 | The Rugby Championship 2019      |
| 30 | 14 novembre 2020  | Bankwest Stadium, Sydney, Australie               | Nouvelle-Zélande – Argentine | 15 – 25 | Tri-nations 2020                 |
| 31 | 28 novembre 2020  | Hunter Stadium, Newcastle, Australie              | Argentine – Nouvelle-Zélande | 0 – 38  | Tri-nations 2020                 |
| 32 | 12 septembre 2021 | Cbus Super Stadium,Robina - Gold Coast, Australie | Nouvelle-Zélande – Argentine | 39 – 0  | The Rugby Championship 2021      |
| 33 | 18 septembre 2021 | Suncorp Stadium, Brisbane Australie               | Nouvelle-Zélande – Argentine | 36 – 13 | The Rugby Championship 2021      |
| 34 | 27 août 2022      | Rugby League Park, Christchurch Nouvelle-Zélande  | Nouvelle-Zélande – Argentine | 18 – 25 | The Rugby Championship 2022      |
| 35 | 3 septembre 2022  | Waikato Stadium, Hamilton, Nouvelle-Zélande       | Nouvelle-Zélande – Argentine | 53 – 3  | The Rugby Championship 2022      |
| 36 | 8 juillet 2023    | Estadio Malvinas Argentinas, Mendoza, Argentine   | Argentine – Nouvelle-Zélande | 12 – 41 | The Rugby Championship 2023      |
| 37 | 20 octobre 2023   | Stade de France, Saint-Denis, France              | Argentine – Nouvelle-Zélande | 6 – 44  | Coupe du monde (demi-finale)     |
| 38 | 10 août 2024      | Wellington, Nouvelle-Zélande                      | Nouvelle-Zélande – Argentine | 30 – 38 | The Rugby Championship 2024      |
| 39 | 17 août 2024      | Auckland, Eden Park, Nouvelle-Zélande             | Nouvelle-Zélande – Argentine | 42 – 10 | The Rugby Championship 2024      |
| 40 | 16 août 2025      | Cordoba, Stade Mario-Alberto-Kempes, Argentine    | Argentine – Nouvelle-Zélande | 24 – 41 | The Rugby Championship 2025      |